# Museu d'Art Modern de Bogotà
El Museu d'Art Modern de Bogotà (MAMBO) és un museu de Colòmbia fundat en 1963 per la historiadora i crítica d'art Marta Traba. Des de 1985 la seva seu es troba en un edifici al centre de la ciutat de Bogotà amb 5300 metres quadrats distribuïts en quatre pisos. Des de 1969 fins 2016 el museu va estar sota la direcció de Gloria Zea, sent reemplaçada per Claudia Hakim. La col·lecció d'art colombià inclou les obres «La virgen de Fátima“’ de Fernando Botero, «El vuelo» d'Alejandro Obregón i «Acoplamiento» d'Édgar Negret”, així com d'altres artistes com Eduardo Villamizar i Juan Antonio Rodas.